# Lindy West
Lindy West, née le 9 mars 1982, est une écrivaine, journaliste et militante américaine, autrice du recueil d'essais Shrill : Notes from a Loud Woman. Collaboratrice pour The New York Times, elle rédige des articles sur des sujets liés au féminisme, à la culture populaire et au mouvement d'acceptation des gros.

## Biographie
Lindy West naît le 9 mars 1982, à Seattle, aux États-Unis. Elle est la fille d'Ingrid, infirmière, et de Paul West, musicien.
Elle fréquente l'Occidental College, à Los Angeles, en Californie,.

## Carrière

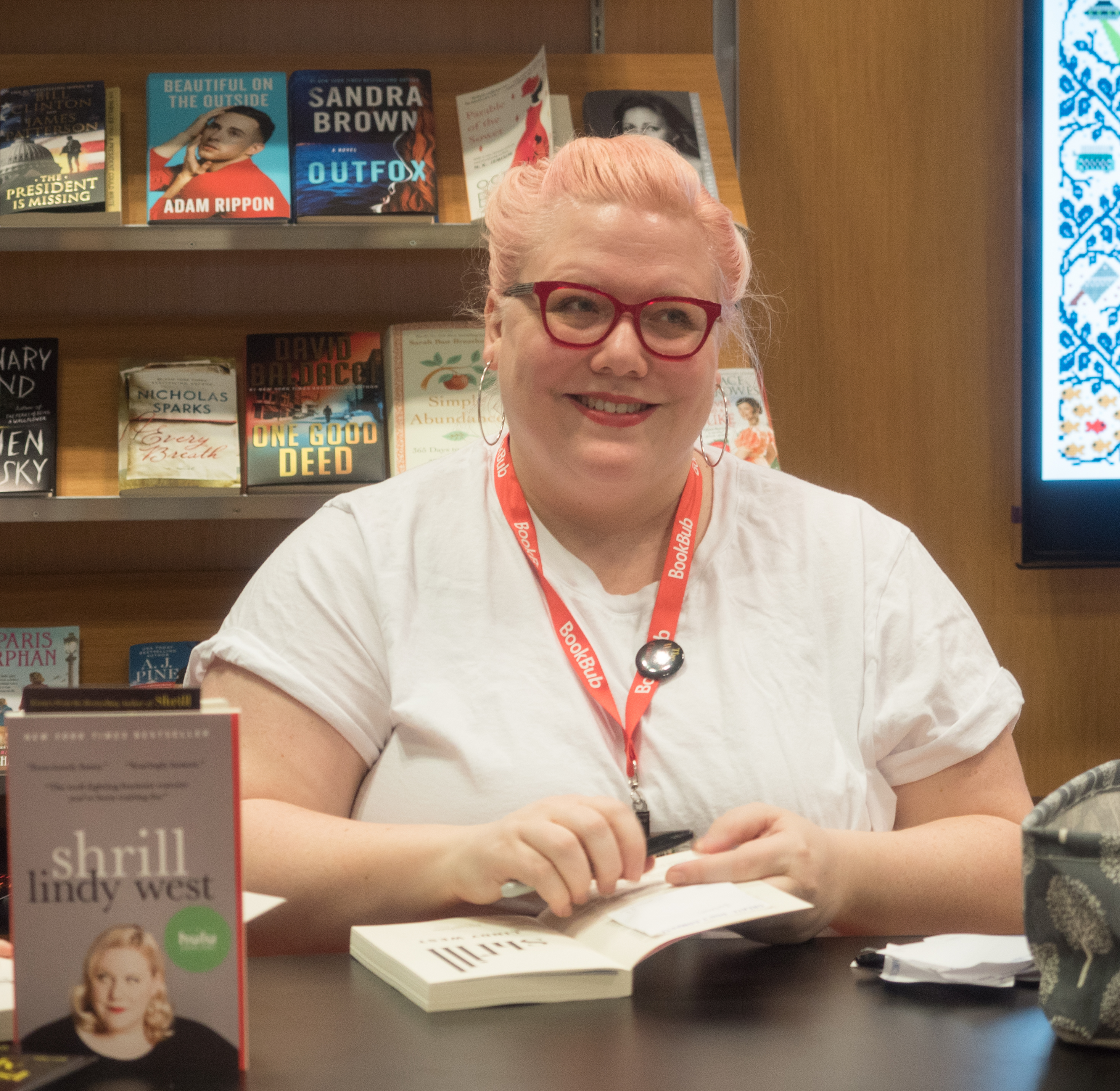
Lindy West, en 2019

En 2009, Lindy West travaille comme monteuse pour l'hebdomadaire alternatif The Stranger, publié à Seattle. Deux ans plus tard, en 2011, elle déménage à Los Angeles, tout en continuant à écrire pour The Stranger jusqu'en septembre 2012,,.
Rédactrice pour le site internet Jezebel,, elle rédige des articles sur les thématiques liées au racisme, au sexisme et à la discrimination par la taille,. Son travail est également publié dans le quotidien The Daily Telegraph, le magazine GQ, le journal New York Daily News, sur les sites internet de Vulture, Deadspin, Cracked, MSNBC et de The Guardian.
Décrivant l'approche comique de Lindy West face aux problèmes graves, la journaliste Dayna Tortorici écrit dans The New York Times qu'elle fait évoluer les mentalités sur les thématiques liées à l'image corporelle, au harcèlement en ligne, grâce à ses articles populaires.
En 2013, Lindy West remporte le Women's Media Center Social Media Award, qui lui est remis par Jane Fonda, à New York. En acceptant le prix, Lindy West déclare : « I hear a lot these days about the lazy, aimless "millennials" – about how all we want to do is sit around twerking our iPods and Tweedling our Kardashians – and I also hear people asking, "Where is the next generation of the social justice movement? Where are all the young feminists and womanists and activists?" Dude, they're on the internet » (« Ces jours-ci, j'entends beaucoup parler des "millennials", ces personnes paresseuses et sans but, qui ne veulent que rester assises à twerker sur leurs iPods et à tweeter sur leurs Kardashians, et j'entends aussi des gens demander : "Où est la prochaine génération du mouvement pour la justice sociale ? Où sont toutes les jeunes féministes et activistes ? Mec, elles sont sur internet »),.
Le 19 septembre 2015, Lindy West co-fonde la campagne Shout Your Abortion (« Balance ton avortement »), sur les réseaux sociaux, notamment Twitter : les gens y partagent en ligne leurs expériences d'avortement sans « sadness, shame or regret » (« tristesse, honte ou regret »), dans le but de « destigmatization, normalization, and putting an end to shame » (« déstigmatiser, normaliser et en finir avec la honte »). Cette campagne est lancée en réponse aux moyens déployés par la Chambre des représentants des États-Unis pour soutenir le financement de Planned Parenthood, à la suite de la controverse relative à la récente publication de vidéos secrètes de Planned Parenthood,,,,,.
En 2016, Lindy West remporte The Stranger Award Genius de littérature, qui récompense son livre Shrill: Notes from a Loud Woman.
Le 1er juillet 2017, Lindy West devient rédactrice pour The New York Times. Elle y tient une chronique hebdomadaire sur le féminisme et la culture populaire.
Le 15 mars 2019, la série télévisée Shrill, adaptée de ses mémoires, avec Aidy Bryant, est créée sur Hulu. Lindy West en est la productrice exécutive et  la scénariste.
Son second recueil d'essais, intitulé The Witches Are Coming, est publié le 5 novembre 2019, par Hachette Book Group. L'année suivante, en octobre 2020, ce même éditeur publie son ouvrage Shit, Actually: The Definitive, 100% Objective Guide to Modern Cinema.

## Vie privée
Le 11 juillet 2015, Lindy West épouse le musicien et écrivain Ahamefule J. Oluo, frère cadet de l'écrivain originaire de Seattle Ijeoma Oluo,.